# Gmina Ejszyszki
Ejszyszki – dawna gmina wiejska istniejąca do 1939 roku w województwie nowogródzkim w Polsce (obecnie na Litwie). Siedzibą gminy były Ejszyszki (2382 mieszk. w 1921 roku), które początkowo stanowiły odrębną gminę miejską.
W okresie międzywojennym gmina Ejszyszki należała do powiatu lidzkiego w woj. nowogródzkim. 11 kwietnia 1929 roku do gminy Ejszyszki przyłączono część obszaru zniesionej gminy Mackiszki. 19 maja 1930 do gminy Ejszyszki przyłączono część obszaru gminy Koniawa oraz odłączono miejscowości przyłączone następnie do gminy Orany.
Po wojnie obszar gminy Ejszyszki został odłączony od Polski i podzielony pomiędzy Litewską i Białoruską SRR. Gmina Ejszyszki jest jedyną gminą województwa nowogródzkiego, która obecnie znajduje się na terenie Litwy (pozostałe są na Białorusi).